# Смайловка
Смайловка (каз. Смайыл) — село в Тарановском районе Костанайской области Казахстана. Входит в состав Белинского сельского округа. Код КАТО — 396469100.

## География
В 6 км к югу от села находится озеро Большое Немецкое.

## История
До 19 июля 2012 года село являлось административным центром и единственным населённым пунктом упразднённого Ушсорского сельского округа.

## Население
В 1999 году население села составляло 902 человека (420 мужчин и 482 женщины). По данным переписи 2009 года, в селе проживали 303 человека (158 мужчин и 145 женщин).